# Conspiração judaico-maçônico-comunista internacional
A Conspiração judaico-maçônico-comunista internacional, às vezes chamada de Conspiração judaico-maçônico-marxista internacional, ou simplesmente de conspiração judaico-maçônica, é uma teoria da conspiração envolvendo uma aliança secreta entre judeus, maçons e comunistas. O objectivo obscuro da aliança seria a dominação do mundo.

## Precedentes

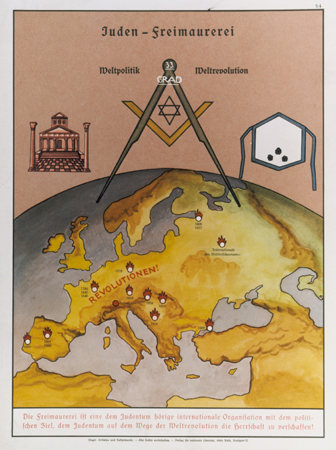
Cartaz alemão de 1935, dizendo: "política mundial - revolução mundial. A Maçonaria é uma organização internacional em dívida com os judeus, com o objetivo de estabelecer políticas de dominação judaica através revolução mundial".

A existência do antissemitismo pode ser rastreado até a Idade Média, que liga sociedades sem sistema capitalista desenvolvido para um amplo grupo de preconceitos ideológicos, principalmente, o desprezo pelas atividades, independentemente da sua função económica, a Igreja define como a usura. A única maneira socialmente aceitável de ficar rico sem suspeita era através da renda feudal, acessível somente para os privilegiados, que foram certamente muito mais do que os judeus. Em vez disso, destacaram-se nelas, porque sua condição impediu-os de modo geral ao acesso a outros tipos de ocupações (embora alguns dos judeus europeus eram agricultores que se dedicam em diferentes postos de trabalho manual e intelectual). A manipulação desse preconceito foi uma maneira útil para desviar os conflitos sociais (o descontentamento dos desprivilegiados em momentos críticos), utilizando os judeus como bodes expiatórios. A eles atribuíram toda sorte de más intenções (como a peste negra, o sequestro e assassinato de crianças em rituais, profanação dos sacramentos cristãos, etc.).

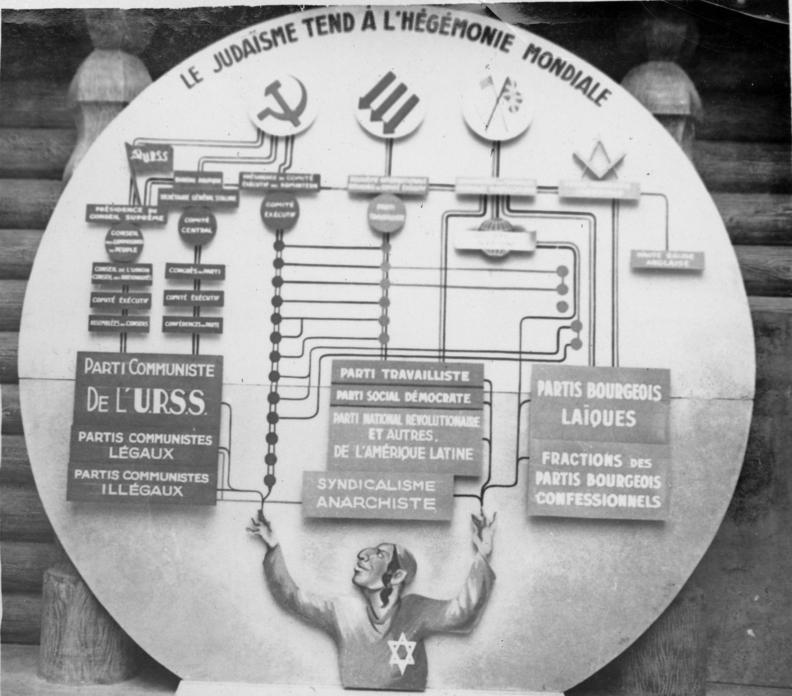
A Exposição antibolchevique denunciando uma conspiração judaico-maçônico-comunista internacional na França ocupada pela Alemanha nazista

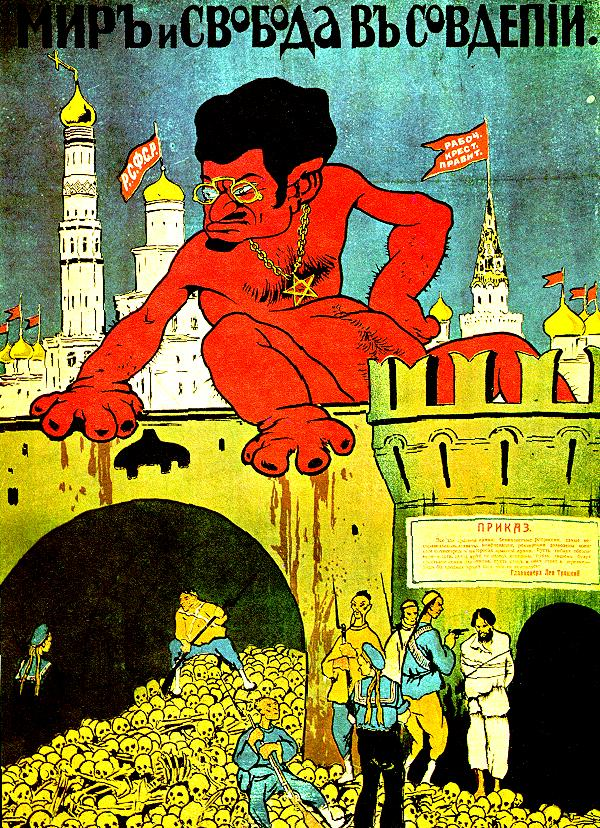
Propaganda do movimento Branco russo com Leon Trotsky usando um pentagrama e as palavras "paz e liberdade na Rússia Soviética"

Mas, desde a divulgação do suposto Os Protocolos dos Sábios de Sião, estas teorias de conspiração foram se tornando cada vez mais complexas. O fato de Karl Marx ter nascido numa família judaica, junto à origem judaica de proeminentes líderes comunistas, permitiu acrescentar à conspiração movimentos sindicais e socialistas, membros de sua ideologia.
A Maçonaria recebeu condenação papal desde o século XVIII, e seu papel na formação das chamadas Revoluções Liberais, especialmente dos primeiros ciclos (Independência dos Estados Unidos, a Revolução Francesa, revoluções de 1820), foram controversas. Sua condição de sociedade secreta excitava a imaginação, e levava a todos os tipos de fantasias na época romântica.